# Fase de grupos da Copa Sul-Americana de 2021
A fase de grupos da Copa Sul-Americana de 2021 foi disputada entre 20 de abril e 27 de maio. O sorteio dos grupos ocorreu em Luque, no Paraguai, em 9 de abril de 2021.
Somente o líder de cada grupo ao final de seis jogos disputados dentro dos grupos avança à fase final, iniciando a partir das oitavas.

## Critérios de desempate
De acordo com o regulamento estabelecido para as últimas edições, caso duas ou mais equipes empatassem em números de pontos ao final da fase de grupos, os seguintes critérios seriam aplicados:
1. melhor saldo de gols entre as equipes em questão;
2. maior número de gols marcados entre as equipes em questão;
3. maior número de gols marcados como visitante entre as equipes em questão;
4. ranking da CONMEBOL.

## Grupos
|  | Equipes classificadas para a fase final |
|  | Equipes eliminadas                      |

Todas as partidas estão no horário local.

### Grupo A
| Pos. | Equipe          | Pts | J | V | E | D | GP | GC | SG |
| ---- | --------------- | --- | - | - | - | - | -- | -- | -- |
| 1    | Rosário Central | 11  | 6 | 3 | 2 | 1 | 10 | 3  | +7 |
| 2    | Huachipato      | 8   | 6 | 2 | 2 | 2 | 4  | 10 | –6 |
| 3    | San Lorenzo     | 7   | 6 | 2 | 1 | 3 | 7  | 6  | +1 |
| 4    | 12 de Octubre   | 6   | 6 | 1 | 3 | 2 | 3  | 5  | –2 |

|                 | RCE | HUA | OCT | SLO |
| --------------- | --- | --- | --- | --- |
| Rosário Central |     | 5–0 | 0–0 | 2–0 |
| Huachipato      | 1–1 |     | 0–0 | 0–3 |
| 12 de Octubre   | 1–0 | 1–2 |     | 0–2 |
| San Lorenzo     | 1–2 | 0–1 | 1–1 |     |

| 20 de abril   | 12 de Octubre | 1 – 0     | Rosário Central | Estádio Luis Alfonso Giagni, Villa Elisa |
| 20:30 (UTC−4) | Velázquez 69' | Relatório |                 | Árbitro: VEN Juan Soto                   |

| 21 de abril   | San Lorenzo | 0 – 1     | Huachipato  | Estádio Nuevo Gasómetro, Buenos Aires |
| 19:15 (UTC−3) |             | Relatório | Martínez 5' | Árbitro: COL Andrés Rojas             |

| 27 de abril   | Huachipato | 0 – 0     | 12 de Octubre | Estádio Sausalito, Viña del Mar |
| 20:30 (UTC−4) |            | Relatório |               | Árbitro: BOL Raúl Orosco        |

| 28 de abril   | Rosário Central        | 2 – 0     | San Lorenzo | Estádio Gigante de Arroyito, Rosário |
| 21:30 (UTC−3) | Almada 11' · Gamba 81' | Relatório |             | Árbitro: URU Christian Ferreyra      |

| 5 de maio     | Huachipato     | 1 – 1     | Rosário Central | Estádio Sausalito, Viña del Mar |
| 18:15 (UTC−4) | Altamirano 33' | Relatório | Zabala 67'      | Árbitro: BRA Raphael Claus      |

| 6 de maio     | San Lorenzo   | 1 – 1     | 12 de Octubre | Estádio Nuevo Gasómetro, Buenos Aires |
| 21:30 (UTC−3) | Troyansky 31' | Relatório | Núñez 45'     | Árbitro: BRA Wilton Sampaio           |

| 12 de maio    | 12 de Octubre | 1 – 2     | Huachipato         | Estádio Luis Alfonso Giagni, Villa Elisa |
| 18:15 (UTC−4) | Núñez 55'     | Relatório | Mazzantti 25', 57' | Árbitro: BRA Flávio Souza                |

| 12 de maio    | San Lorenzo      | 1 – 2     | Rosário Central                  | Estádio Nuevo Gasómetro, Buenos Aires |
| 21:30 (UTC−3) | Ávila 25' (g.c.) | Relatório | Gattoni 66' (g.c.) · Vecchio 72' | Árbitro: BRA Bruno Arleu              |

| 19 de maio    | Rosário Central                                                                            | 5 – 0     | Huachipato | Estádio Florencio Sola, Banfield |
| 21:30 (UTC−3) | Gamba 27' · Vecchio 36' (pen) · Gutiérrez 44' (g.c.) · D. Martínez 45+1' · L. Martínez 78' | Relatório |            | Árbitro: URU Christian Ferreyra  |

| 20 de maio    | 12 de Octubre | 0 – 2     | San Lorenzo              | Estádio Luis Alfonso Giagni, Villa Elisa |
| 18:15 (UTC−4) |               | Relatório | Díaz 45' · Ó. Romero 59' | Árbitro: BRA Rodolpho Toski              |

| 26 de maio    | Huachipato | 0 – 3     | San Lorenzo                       | Estádio Sausalito, Viña del Mar |
| 20:30 (UTC−4) |            | Relatório | Fernández 10', 32' · Sequeira 54' | Árbitro: BRA Flávio Souza       |

| 26 de maio    | Rosário Central | 0 – 0     | 12 de Octubre | Estádio Florencio Sola, Banfield |
| 21:30 (UTC−3) |                 | Relatório |               | Árbitro: URU Andrés Matonte      |

### Grupo B
| Pos. | Equipe                 | Pts | J | V | E | D | GP | GC | SG  |
| ---- | ---------------------- | --- | - | - | - | - | -- | -- | --- |
| 1    | Independiente          | 14  | 6 | 4 | 2 | 0 | 11 | 5  | +6  |
| 2    | Montevideo City Torque | 11  | 6 | 3 | 2 | 1 | 15 | 7  | +8  |
| 3    | Bahia                  | 8   | 6 | 2 | 2 | 2 | 11 | 8  | +3  |
| 4    | Guabirá                | 0   | 6 | 0 | 0 | 6 | 1  | 18 | –17 |

|                        | IND | BAH | GBR | MCT |
| ---------------------- | --- | --- | --- | --- |
| Independiente          |     | 1–0 | 1–0 | 3–1 |
| Bahia                  | 2–2 |     | 5–0 | 2–4 |
| Guabirá                | 1–3 | 0–1 |     | 0–4 |
| Montevideo City Torque | 1–1 | 1–1 | 4–0 |     |

| 21 de abril   | Guabirá    | 1 – 3     | Independiente        | Estádio Gilberto Parada, Montero |
| 20:30 (UTC−4) | Pascua 89' | Relatório | Herrera 8', 35', 52' | Árbitro: PER Diego Haro          |

| 21 de abril   | Montevideo City Torque | 1 – 1     | Bahia          | Estádio Alfredo Victor Viera, Montevidéu |
| 21:30 (UTC−3) | Pizzichillo 51'        | Relatório | Rodriguinho 9' | Árbitro: ECU Luis Quiroz                 |

| 27 de abril   | Bahia                                                 | 5 – 0     | Guabirá | Estádio de Pituaçu, Salvador |
| 19:15 (UTC−3) | Alesson 8', 79' · Juninho 40' · Marcelo Ryan 65', 71' | Relatório |         | Árbitro: CHI Cristian Garay  |

| 28 de abril   | Independiente                                      | 3 – 1     | Montevideo City Torque | Estádio Libertadores de América, Avellaneda |
| 19:15 (UTC−3) | S. Romero 63' · Herrera 71' · Cóccaro 90+1' (g.c.) | Relatório | Del Prete 49'          | Árbitro: PER Kevin Ortega                   |

| 4 de maio     | Bahia                          | 2 – 2     | Independiente                         | Estádio de Pituaçu, Salvador |
| 19:15 (UTC−3) | Thaciano 57' · Luiz Otávio 82' | Relatório | Herrera 43' (pen) · Velasco 51' (pen) | Árbitro: CHI Roberto Tobar   |

| 5 de maio     | Montevideo City Torque                             | 4 – 0     | Guabirá | Estádio Alfredo Victor Viera, Montevidéu |
| 19:15 (UTC−3) | Scotto 34' · Del Prete 71', 90+3' · Guerrero 90+1' | Relatório |         | Árbitro: ECU Marlon Vera                 |

| 11 de maio    | Montevideo City Torque | 1 – 1     | Independiente       | Estádio Alfredo Victor Viera, Montevidéu |
| 21:30 (UTC−3) | Del Prete 44' (pen)    | Relatório | Herrera 90+1' (pen) | Árbitro: PAR José Méndez                 |

| 13 de maio    | Guabirá | 0 – 1     | Bahia        | Estádio Gilberto Parada, Montero |
| 18:15 (UTC−4) |         | Relatório | Gilberto 57' | Árbitro: VEN Juan Soto           |

| 18 de maio    | Independiente              | 1 – 0     | Bahia | Estádio Libertadores de América, Avellaneda |
| 19:15 (UTC−3) | Thonny Anderson 83' (g.c.) | Relatório |       | Árbitro: COL Andrés Rojas                   |

| 20 de maio    | Guabirá | 0 – 4     | Montevideo City Torque                                    | Estádio Gilberto Parada, Montero |
| 20:30 (UTC−4) |         | Relatório | Del Prete 2' · Pizzichillo 24' · Teuten 48' · Álvarez 52' | Árbitro: PER Augusto Menéndez    |

| 26 de maio    | Bahia                                 | 2 – 4     | Montevideo City Torque                                    | Estádio de Pituaçu, Salvador     |
| 19:15 (UTC−3) | Thonny Anderson 2' · Nino Paraíba 47' | Relatório | Pizzichillo 25' · Scotto 39' · Allende 77' · Guzmán 90+2' | Árbitro: PAR Mario Díaz de Vivar |

| 26 de maio    | Independiente | 1 – 0     | Guabirá | Estádio Libertadores de América, Avellaneda |
| 19:15 (UTC−3) | S. Romero 83' | Relatório |         | Árbitro: PAR Derlis López                   |

### Grupo C
| Pos. | Equipe             | Pts | J | V | E | D | GP | GC | SG |
| ---- | ------------------ | --- | - | - | - | - | -- | -- | -- |
| 1    | Arsenal de Sarandí | 11  | 6 | 3 | 2 | 1 | 9  | 4  | +5 |
| 2    | Ceará              | 9   | 6 | 2 | 3 | 1 | 5  | 2  | +3 |
| 3    | Bolívar            | 6   | 6 | 1 | 3 | 2 | 5  | 8  | –3 |
| 4    | Jorge Wilstermann  | 5   | 6 | 1 | 2 | 3 | 5  | 10 | –5 |

|                    | JWI | ARS | CEA | BOL |
| ------------------ | --- | --- | --- | --- |
| Jorge Wilstermann  |     | 1–2 | 1–0 | 0–0 |
| Arsenal de Sarandí | 3–0 |     | 0–0 | 3–1 |
| Ceará              | 3–1 | 0–0 |     | 2–0 |
| Bolívar            | 2–2 | 2–1 | 0–0 |     |

| 21 de abril   | Ceará                                                | 3 – 1     | Jorge Wilstermann | Arena Castelão, Fortaleza   |
| 19:15 (UTC−3) | Pedro Naressi 29' · Mendoza 37' (pen) · Vinícius 82' | Relatório | Osorio 54' (pen)  | Árbitro: CHI Nicolás Gamboa |

| 22 de abril   | Bolívar                      | 2 – 1     | Arsenal de Sarandí | Estádio Hernando Siles, La Paz |
| 18:15 (UTC−4) | Fernández 42' · Saavedra 61' | Relatório | Bottinelli 90+2'   | Árbitro: ECU Franklin Congo    |

| 27 de abril   | Arsenal de Sarandí | 0 – 0     | Ceará | Estádio Julio Humberto Grondona, Sarandí |
| 21:30 (UTC−3) |                    | Relatório |       | Árbitro: PAR José Méndez                 |

| 29 de abril   | Jorge Wilstermann | 0 – 0     | Bolívar | Estádio Félix Capriles, Cochabamba |
| 18:15 (UTC−4) |                   | Relatório |         | Árbitro: COL Andrés Rojas          |

| 5 de maio     | Bolívar | 0 – 0     | Ceará | Estádio Hernando Siles, La Paz |
| 18:15 (UTC−4) |         | Relatório |       | Árbitro: URU Daniel Fedorczuk  |

| 6 de maio     | Arsenal de Sarandí              | 3 – 0     | Jorge Wilstermann | Estádio Julio Humberto Grondona, Sarandí |
| 19:15 (UTC−3) | Albertengo 1' · Candia 84', 87' | Relatório |                   | Árbitro: CHI Ángelo Hermosilla           |

| 12 de maio    | Ceará | 0 – 0     | Arsenal de Sarandí | Arena Castelão, Fortaleza  |
| 19:15 (UTC−3) |       | Relatório |                    | Árbitro: CHI Roberto Tobar |

| 12 de maio    | Bolívar                       | 2 – 2     | Jorge Wilstermann           | Estádio Hernando Siles, La Paz |
| 20:30 (UTC−4) | Saavedra 25' (pen), 42' (pen) | Relatório | Osorio 6' (pen) · Arano 86' | Árbitro: PER Kevin Ortega      |

| 19 de maio    | Jorge Wilstermann | 1 – 2     | Arsenal de Sarandí           | Estádio Félix Capriles, Cochabamba |
| 18:15 (UTC−4) | Osorio 38' (pen)  | Relatório | Albertengo 61' · Farioli 67' | Árbitro: COL Carlos Betancur       |

| 20 de maio    | Ceará                         | 2 – 0     | Bolívar | Arena Castelão, Fortaleza |
| 19:15 (UTC−3) | Lima 44' · Vinícius 84' (pen) | Relatório |         | Árbitro: VEN José Argote  |

| 27 de maio    | Jorge Wilstermann | 1 – 0     | Ceará | Estádio Félix Capriles, Cochabamba |
| 18:15 (UTC−4) | Rodríguez 74'     | Relatório |       | Árbitro: ECU Guillermo Guerrero    |

| 27 de maio    | Arsenal de Sarandí                    | 3 – 1     | Bolívar       | Estádio Julio Humberto Grondona, Sarandí |
| 19:15 (UTC−3) | Albertengo 14', 47' · Sepúlveda 45+3' | Relatório | Quinteros 64' | Árbitro: COL Jhon Ospina                 |

### Grupo D
| Pos. | Equipe               | Pts | J | V | E | D | GP | GC | SG |
| ---- | -------------------- | --- | - | - | - | - | -- | -- | -- |
| 1    | Athletico Paranaense | 15  | 6 | 5 | 0 | 1 | 8  | 1  | +7 |
| 2    | Melgar               | 10  | 6 | 3 | 1 | 2 | 7  | 5  | +2 |
| 3    | Aucas                | 6   | 6 | 2 | 0 | 4 | 7  | 11 | –4 |
| 4    | Metropolitanos       | 4   | 6 | 1 | 1 | 4 | 5  | 10 | –5 |

|                      | ATP | MEL | AUC | MET |
| -------------------- | --- | --- | --- | --- |
| Athletico Paranaense |     | 1–0 | 4–0 | 1–0 |
| Melgar               | 1–0 |     | 2–0 | 0–0 |
| Aucas                | 0–1 | 2–1 |     | 3–0 |
| Metropolitanos       | 0–1 | 2–3 | 3–2 |     |

| 20 de abril   | Metropolitanos               | 2 – 3     | Melgar                                   | Estádio Olímpico da UCV, Caracas |
| 18:15 (UTC−4) | Bahachille 9' · Bustillo 20' | Relatório | Cuesta 45+5' · Iberico 53' · Vidales 88' | Árbitro: COL Carlos Herrera      |

| 20 de abril   | Aucas | 0 – 1     | Athletico Paranaense | Estádio Gonzalo Pozo Ripalda, Quito |
| 19:30 (UTC−5) |       | Relatório | Erick 38'            | Árbitro: CHI Piero Maza             |

| 28 de abril   | Athletico Paranaense | 1 – 0     | Metropolitanos | Arena da Baixada, Curitiba  |
| 19:15 (UTC−3) | Renato Kayzer 54'    | Relatório |                | Árbitro: URU Gustavo Tejera |

| 28 de abril   | Melgar                | 2 – 0     | Aucas | Estádio Nacional, Lima     |
| 19:30 (UTC−5) | Cuesta 21' (pen), 53' | Relatório |       | Árbitro: COL Carlos Ortega |

| 4 de maio     | Metropolitanos                             | 3 – 2     | Aucas                           | Estádio Olímpico da UCV, Caracas |
| 18:15 (UTC−4) | Flores 14' · Moreno 51' · Pavone 65' (pen) | Relatório | Ordóñez 67' (pen) · Carrera 69' | Árbitro: ARG Fernando Espinoza   |

| 4 de maio     | Melgar         | 1 – 0     | Athletico Paranaense | Estádio Nacional, Lima       |
| 19:30 (UTC−5) | Bordacahar 50' | Relatório |                      | Árbitro: COL Carlos Betancur |

| 11 de maio    | Metropolitanos | 0 – 1     | Athletico Paranaense | Estádio Olímpico da UCV, Caracas |
| 18:15 (UTC−4) |                | Relatório | Vitinho 61'          | Árbitro: PAR Derlis López        |

| 13 de maio    | Aucas                  | 2 – 1     | Melgar    | Estádio Gonzalo Pozo Ripalda, Quito |
| 19:30 (UTC−5) | Vega 56' · Carrera 78' | Relatório | Cuesta 7' | Árbitro: ARG Fernando Echenique     |

| 19 de maio    | Aucas                           | 3 – 0     | Metropolitanos | Estádio Gonzalo Pozo Ripalda, Quito |
| 19:30 (UTC−5) | Ordóñez 39', 76' · Pizzorno 68' | Relatório |                | Árbitro: BOL Christian Alemán       |

| 19 de maio    | Athletico Paranaense | 1 – 0     | Melgar | Arena da Baixada, Curitiba  |
| 21:30 (UTC−3) | Renato Kayzer 43'    | Relatório |        | Árbitro: URU Andrés Matonte |

| 27 de maio    | Melgar | 0 – 0     | Metropolitanos | Estádio Monumental, Lima |
| 19:30 (UTC−5) |        | Relatório |                | Árbitro: BOL Gery Vargas |

| 27 de maio    | Athletico Paranaense                                           | 4 – 0     | Aucas | Arena da Baixada, Curitiba |
| 21:30 (UTC−3) | Christian 26' · Abner 36' · Vitinho 67' · Carlos Eduardo 90+2' | Relatório |       | Árbitro: ARG Andrés Merlos |

### Grupo E
| Pos. | Equipe          | Pts | J | V | E | D | GP | GC | SG  |
| ---- | --------------- | --- | - | - | - | - | -- | -- | --- |
| 1    | Peñarol         | 13  | 6 | 4 | 1 | 1 | 15 | 3  | +12 |
| 2    | Corinthians     | 10  | 6 | 3 | 1 | 2 | 12 | 6  | +6  |
| 3    | River Plate-PAR | 10  | 6 | 3 | 1 | 2 | 6  | 10 | –4  |
| 4    | Sport Huancayo  | 1   | 6 | 0 | 1 | 5 | 3  | 17 | –14 |

|                 | COR | SPH | RPL | PEN |
| --------------- | --- | --- | --- | --- |
| Corinthians     |     | 5–0 | 4–0 | 0–2 |
| Sport Huancayo  | 0–3 |     | 1–2 | 0–0 |
| River Plate-PAR | 0–0 | 2–1 |     | 2–1 |
| Peñarol         | 4–0 | 5–1 | 3–0 |     |

| 22 de abril   | River Plate-PAR | 0 – 0     | Corinthians | Estádio Defensores del Chaco, Assunção |
| 20:30 (UTC−4) |                 | Relatório |             | Árbitro: ARG Darío Herrera             |

| 22 de abril   | Peñarol                                                                     | 5 – 1     | Sport Huancayo | Estádio Campeón del Siglo, Montevidéu |
| 21:30 (UTC−3) | Álvarez Martínez 16', 80' · Torres 33' · Kagelmacher 45' · Terans 69' (pen) | Relatório | Liliu 17'      | Árbitro: ECU Alex Cajas               |

| 29 de abril   | Sport Huancayo | 1 – 2     | River Plate-PAR  | Estádio Nacional, Lima     |
| 17:15 (UTC−5) | Liliu 38'      | Relatório | González 5', 43' | Árbitro: COL Nicolás Gallo |

| 29 de abril   | Corinthians | 0 – 2     | Peñarol                   | Neo Química Arena, São Paulo |
| 19:15 (UTC−3) |             | Relatório | González 13' · Terans 56' | Árbitro: ARG Facundo Tello   |

| 6 de maio     | Sport Huancayo | 0 – 3     | Corinthians             | Estádio Nacional, Lima   |
| 19:30 (UTC−5) |                | Relatório | Luan 5', 76' · Cauê 31' | Árbitro: ECU Jhon Ospina |

| 6 de maio     | Peñarol                                           | 3 – 0     | River Plate-PAR | Estádio Campeón del Siglo, Montevidéu |
| 21:30 (UTC−3) | Kagelmacher 22' · Torres 80' (pen) · Canobbio 89' | Relatório |                 | Árbitro: ECU Carlos Orbe              |

| 13 de maio    | River Plate-PAR          | 2 – 1     | Sport Huancayo | Estádio Defensores del Chaco, Assunção |
| 20:30 (UTC−4) | Pérez 38' · González 62' | Relatório | Arroé 19'      | Árbitro: CHI Ángelo Hermosilla         |

| 13 de maio    | Peñarol                                      | 4 – 0     | Corinthians | Estádio Campeón del Siglo, Montevidéu |
| 21:30 (UTC−3) | Álvarez Martínez 5', 14', 69' · Canobbio 53' | Relatório |             | Árbitro: ARG Néstor Pitana            |

| 18 de maio    | River Plate-PAR               | 2 – 1     | Peñarol              | Estádio Defensores del Chaco, Assunção |
| 18:15 (UTC−4) | Garcete 10' · Caballero 90+3' | Relatório | Álvarez Martínez 54' | Árbitro: ARG Fernando Echenique        |

| 20 de maio    | Corinthians                                                       | 5 – 0     | Sport Huancayo | Neo Química Arena, São Paulo   |
| 21:30 (UTC−3) | Gustavo Mosquito 11', 69' · Mateus Vital 35' · Gil 57' · Luan 82' | Relatório |                | Árbitro: CHI Ángelo Hermosilla |

| 26 de maio    | Sport Huancayo | 0 – 0     | Peñarol | Estádio Monumental, Lima   |
| 19:30 (UTC−5) |                | Relatório |         | Árbitro: ARG Facundo Tello |

| 26 de maio    | Corinthians                                 | 4 – 0     | River Plate-PAR | Neo Química Arena, São Paulo |
| 21:30 (UTC−3) | Ramiro 22', 59' · Jô 29' · Mateus Vital 34' | Relatório |                 | Árbitro: VEN José Argote     |

### Grupo F
| Pos. | Equipe              | Pts | J | V | E | D | GP | GC | SG |
| ---- | ------------------- | --- | - | - | - | - | -- | -- | -- |
| 1    | Libertad            | 13  | 6 | 4 | 1 | 1 | 9  | 4  | +5 |
| 2    | Atlético Goianiense | 10  | 6 | 2 | 4 | 0 | 4  | 2  | +2 |
| 3    | Newell's Old Boys   | 8   | 6 | 2 | 2 | 2 | 6  | 6  | 0  |
| 4    | Palestino           | 1   | 6 | 0 | 1 | 5 | 2  | 9  | –7 |

|                     | NOB | PTN | ATG | LIB |
| ------------------- | --- | --- | --- | --- |
| Newell's Old Boys   |     | 3–1 | 1–1 | 1–3 |
| Palestino           | 0–1 |     | 0–1 | 1–2 |
| Atlético Goianiense | 0–0 | 0–0 |     | 0–0 |
| Libertad            | 1–0 | 2–0 | 1–2 |     |

| 20 de abril   | Atlético Goianiense | 0 – 0     | Newell's Old Boys | Estádio Antônio Accioly, Goiânia |
| 19:15 (UTC−3) |                     | Relatório |                   | Árbitro: URU Gustavo Tejera      |

| 22 de abril   | Libertad                 | 2 – 0     | Palestino | Estádio Dr. Nicolás Leoz, Assunção |
| 20:30 (UTC−4) | Bogarín 71' · Oviedo 73' | Relatório |           | Árbitro: VEN Orlando Bracamonte    |

| 29 de abril   | Palestino | 0 – 1     | Atlético Goianiense | Estádio El Teniente, Rancagua |
| 20:30 (UTC−4) |           | Relatório | Zé Roberto 11'      | Árbitro: PER Augusto Menéndez |

| 29 de abril   | Newell's Old Boys   | 1 – 3     | Libertad                                      | Estádio Marcelo Bielsa, Rosário |
| 21:30 (UTC−3) | Rodríguez 90' (pen) | Relatório | Bocanegra 36' · A. Martínez 55' · Bareiro 86' | Árbitro: URU Esteban Ostojich   |

| 4 de maio     | Palestino | 0 – 1     | Newell's Old Boys  | Estádio El Teniente, Rancagua |
| 22:00 (UTC−4) |           | Relatório | A. Rodríguez 90+2' | Árbitro: PER Víctor Carrillo  |

| 6 de maio     | Libertad      | 1 – 2     | Atlético Goianiense          | Estádio Defensores del Chaco, Assunção |
| 18:15 (UTC−4) | Bareiro 90+2' | Relatório | Zé Roberto 40' · Arnaldo 86' | Árbitro: BOL Gery Vargas               |

| 12 de maio    | Atlético Goianiense | 0 – 0     | Palestino | Estádio Antônio Accioly, Goiânia |
| 21:30 (UTC−3) |                     | Relatório |           | Árbitro: ECU Carlos Orbe         |

| 13 de maio    | Libertad    | 1 – 0     | Newell's Old Boys | Estádio Dr. Nicolás Leoz, Assunção |
| 20:30 (UTC−4) | Ferreira 9' | Relatório |                   | Árbitro: URU Gustavo Tejera        |

| 19 de maio    | Atlético Goianiense | 0 – 0     | Libertad | Estádio Antônio Accioly, Goiânia |
| 19:15 (UTC−3) |                     | Relatório |          | Árbitro: ECU Guillermo Guerrero  |

| 20 de maio    | Newell's Old Boys                         | 3 – 1     | Palestino          | Estádio Marcelo Bielsa, Rosário |
| 19:15 (UTC−3) | Castro 5' · Sordo 70' · Suárez 85' (g.c.) | Relatório | Sánchez Sotelo 47' | Árbitro: URU Daniel Fedorczuk   |

| 25 de maio    | Palestino   | 1 – 2     | Libertad                         | Estádio El Teniente, Rancagua   |
| 18:15 (UTC−4) | Benítez 44' | Relatório | Báez 54' (pen) · H. Martínez 73' | Árbitro: URU Christian Ferreyra |

| 25 de maio    | Newell's Old Boys | 1 – 1     | Atlético Goianiense | Estádio Marcelo Bielsa, Rosário |
| 19:15 (UTC−3) | Giani 54'         | Relatório | Danilo Gomes 73'    | Árbitro: COL Nicolás Gallo      |

### Grupo G
| Pos. | Equipe              | Pts | J | V | E | D | GP | GC | SG |
| ---- | ------------------- | --- | - | - | - | - | -- | -- | -- |
| 1    | Red Bull Bragantino | 12  | 6 | 4 | 0 | 2 | 7  | 6  | +1 |
| 2    | Emelec              | 10  | 6 | 3 | 1 | 2 | 9  | 8  | +1 |
| 3    | Talleres            | 8   | 6 | 2 | 2 | 2 | 7  | 5  | +2 |
| 4    | Deportes Tolima     | 3   | 6 | 0 | 3 | 3 | 4  | 8  | –4 |

|                     | EME | TOL | TAL | RBB |
| ------------------- | --- | --- | --- | --- |
| Emelec              |     | 2–0 | 1–4 | 3–0 |
| Deportes Tolima     | 1–1 |     | 1–1 | 1–2 |
| Talleres            | 1–2 | 0–0 |     | 0–1 |
| Red Bull Bragantino | 2–0 | 2–1 | 0–1 |     |

| 22 de abril   | Talleres      | 1 – 2     | Emelec                            | Estádio Mario Alberto Kempes, Córdova |
| 16:00 (UTC−3) | Fragapane 39' | Relatório | Rodríguez 73' (pen) · Barceló 78' | Árbitro: PER Kevin Ortega             |

| 22 de abril   | Red Bull Bragantino               | 2 – 1     | Deportes Tolima      | Estádio Nabi Abi Chedid, Bragança Paulista |
| 19:15 (UTC−3) | Castrillón 10' (g.c.) · Ytalo 45' | Relatório | Mosquera 90+4' (pen) | Árbitro: URU Daniel Fedorczuk              |

| 28 de abril   | Deportes Tolima | 1 – 1     | Talleres     | Estádio Manuel Murillo Toro, Ibagué |
| 19:30 (UTC−5) | Campaz 56'      | Relatório | Tenaglia 43' | Árbitro: VEN Alexis Herrera         |

| 28 de abril   | Emelec                                       | 3 – 0     | Red Bull Bragantino | Estádio George Capwell, Guaiaquil |
| 19:30 (UTC−5) | Aderlan 49' (g.c.) · Zapata 64' · Cabeza 86' | Relatório |                     | Árbitro: VEN Yender Herrera       |

| 5 de maio     | Red Bull Bragantino | 0 – 1     | Talleres      | Estádio Nabi Abi Chedid, Bragança Paulista |
| 21:30 (UTC−3) |                     | Relatório | Valoyes 90+3' | Árbitro: CHI Nicolás Gamboa                |

| 7 de maio     | Deportes Tolima    | 1 – 1     | Emelec     | Estádio Monumental, Lima |
| 19:00 (UTC−5) | Mosquera 22' (pen) | Relatório | Zapata 41' | Árbitro: PER Diego Haro  |

| 11 de maio    | Red Bull Bragantino            | 2 – 0     | Emelec | Estádio Nabi Abi Chedid, Bragança Paulista |
| 19:15 (UTC−3) | Fabrício Bruno 29' · Artur 82' | Relatório |        | Árbitro: VEN Alexis Herrera                |

| 11 de maio    | Talleres | 0 – 0     | Deportes Tolima | Estádio Mario Alberto Kempes, Córdova |
| 21:30 (UTC−3) |          | Relatório |                 | Árbitro: PER Víctor Carrillo          |

| 18 de maio    | Talleres | 0 – 1     | Red Bull Bragantino | Estádio Mario Alberto Kempes, Córdova |
| 21:30 (UTC−3) |          | Relatório | Helinho 28'         | Árbitro: URU Leodán González          |

| 19 de maio    | Emelec                        | 2 – 0     | Deportes Tolima | Estádio George Capwell, Guaiaquil |
| 17:15 (UTC−5) | Angulo 70' (g.c.) · Rojas 72' | Relatório |                 | Árbitro: BOL Gery Vargas          |

| 25 de maio    | Emelec        | 1 – 4     | Talleres                                           | Estádio George Capwell, Guaiaquil |
| 19:30 (UTC−5) | Rodríguez 73' | Relatório | E. Díaz 13' · Auzqui 24' · Martino 38' · Komar 82' | Árbitro: VEN Yender Herrera       |

| 25 de maio    | Deportes Tolima | 1 – 2     | Red Bull Bragantino               | Polideportivo Pueblo Nuevo, San Cristóbal |
| 19:30 (UTC−5) | Caicedo 37'     | Relatório | Ytalo 41' · Lucas Evangelista 80' | Árbitro: VEN Jesús Valenzuela             |

### Grupo H
| Pos. | Equipe     | Pts | J | V | E | D | GP | GC | SG  |
| ---- | ---------- | --- | - | - | - | - | -- | -- | --- |
| 1    | Grêmio     | 16  | 6 | 5 | 1 | 0 | 21 | 5  | +16 |
| 2    | Lanús      | 10  | 6 | 3 | 1 | 2 | 8  | 6  | +2  |
| 3    | La Equidad | 7   | 6 | 2 | 1 | 3 | 6  | 9  | –3  |
| 4    | Aragua     | 1   | 6 | 0 | 1 | 5 | 4  | 19 | –15 |

|            | LAN | LEQ | ARA | GRE |
| ---------- | --- | --- | --- | --- |
| Lanús      |     | 4–1 | 0–0 | 1–2 |
| La Equidad | 0–1 |     | 2–1 | 0–0 |
| Aragua     | 0–1 | 1–2 |     | 2–6 |
| Grêmio     | 3–1 | 2–1 | 8–0 |     |

| 22 de abril   | Aragua | 0 – 1     | Lanús     | Estádio Olímpico da UCV, Caracas |
| 18:15 (UTC−4) |        | Relatório | López 90' | Árbitro: BOL Raúl Orosco         |

| 22 de abril   | Grêmio                              | 2 – 1     | La Equidad | Arena do Grêmio, Porto Alegre |
| 19:15 (UTC−3) | Diego Souza 37' · Paulo Miranda 77' | Relatório | Duarte 90' | Árbitro: PAR Éber Aquino      |

| 29 de abril   | La Equidad                 | 2 – 1     | Aragua       | Estádio Hernán Ramírez Villegas, Pereira |
| 19:30 (UTC−5) | Colina 17' · Rodríguez 54' | Relatório | Manrique 72' | Árbitro: PER Michael Espinoza            |

| 29 de abril   | Lanús        | 1 – 2     | Grêmio                         | Estádio La Fortaleza, Lanús |
| 21:30 (UTC−3) | Belmonte 69' | Relatório | Léo Pereira 34' · Ferreira 86' | Árbitro: CHI Piero Maza     |

| 6 de maio     | Grêmio | 8 – 0     | Aragua | Arena do Grêmio, Porto Alegre   |
| 19:15 (UTC−3) | Luiz Fernando 3', 18' · Diego Souza 21' (pen) · Ferreira 22', 24' · Hernández 28' (g.c.) · Maicon 64' (pen) · Churín 77' | Relatório |        | Árbitro: ECU Guillermo Guerrero |

| 6 de maio     | La Equidad | 0 – 1     | Lanús    | Estádio Defensores del Chaco, Assunção |
| 22:00 (UTC−4) |            | Relatório | Vera 27' | Árbitro: PAR Derlis López              |

| 13 de maio    | Aragua      | 1 – 2     | La Equidad                      | Estádio Olímpico da UCV, Caracas |
| 18:15 (UTC−4) | Rivillo 44' | Relatório | Duarte 15' · Herazo 90+3' (pen) | Árbitro: BOL Gery Vargas         |

| 13 de maio    | Grêmio                                  | 3 – 1     | Lanús       | Arena do Grêmio, Porto Alegre |
| 19:15 (UTC−3) | Matheus Henrique 3' · Ferreira 22', 78' | Relatório | Burdisso 6' | Árbitro: URU Daniel Fedorczuk |

| 20 de maio    | Aragua                    | 2 – 6     | Grêmio                                                                           | Estádio Olímpico da UCV, Caracas |
| 20:30 (UTC−4) | Stephens 48' · García 89' | Relatório | Léo Chú 20' · Ricardinho 31' · Darlan 53' · Pepê 69' · Elias Manoel 90+2', 90+3' | Árbitro: PAR Mario Díaz de Vivar |

| 20 de maio    | Lanús                                       | 4 – 1     | La Equidad | Estádio La Fortaleza, Lanús |
| 21:30 (UTC−3) | Sand 45', 64' · Acosta 51' · De la Vega 79' | Relatório | Herazo 77' | Árbitro: URU Gustavo Tejera |

| 27 de maio    | La Equidad | 0 – 0     | Grêmio | Estádio Bellavista, Ambato |
| 19:30 (UTC−5) |            | Relatório |        | Árbitro: ECU Marlon Vera   |

| 27 de maio    | Lanús | 0 – 0     | Aragua | Estádio La Fortaleza, Lanús   |
| 21:30 (UTC−3) |       | Relatório |        | Árbitro: PER Michael Espinoza |